# Senecio saboureaui
Senecio saboureaui là một loài thực vật có hoa trong họ Cúc. Loài này được Humbert miêu tả khoa học đầu tiên năm 1962.